# Pueblos germánicos orientales

Expansión de los pueblos germánicos del año 750 a. C. al 1 (Penguin Atlas of World History. 1988):
Establecimientos antes del 750 a. C.
Nuevos establecimientos entre el 750 a. C. y el 500 a. C.
Nuevos establecimientos entre el 500 a. C. y el 250 a. C.
Nuevos establecimientos entre el 250 a. C. y el 1

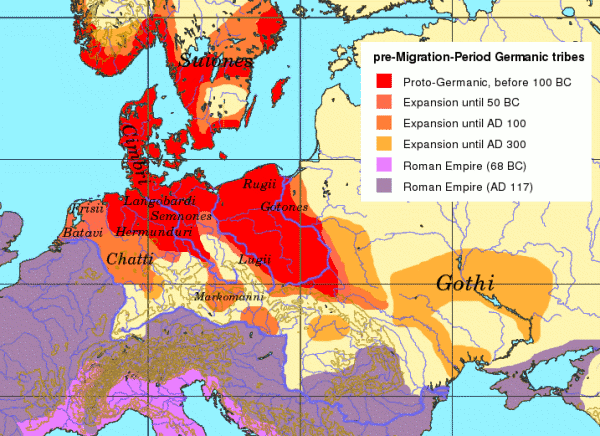
Territorios habitados por tribus germánicas orientales entre el 100 a. C. y el año 300.

Los pueblos germánicos orientales, tribus germánicas orientales o simplemente, germánicos o germanos orientales, constituyen una oleada migratoria que se expandió desde su origen escandinavo hasta el área comprendida entre los ríos Oder y Vístula, entre los años 600 y 300 a. C.  Más tarde continuarían hacia el sur de Europa.
A diferencia de las tribus germánicas septentrionales y las occidentales, no consiguieron preservar su identidad étnica y fueron asimilados principalmente por las tribus germánicas del oeste y los romanos. La única lengua germánica oriental que sobreviviría hasta finales del siglo XVIII fue el gótico de Crimea, que se hablaba en la región homónima.
Según algunas teorías, las tribus germánicas orientales, relacionadas con las tribus germánicas septentrionales, habrían emigrado desde Escandinavia al área situada al este del río Elba (vándalos, burgundios, godos y otros Rugi).

## Grupos
Los grupos identificados como tribus germánicas orientales son los siguientes:
- Bastarnos
- Burgundios
- Esciros
- Hérulos
- Godos
  - Tervingios
  - Greutungos
  - Visigodos
  - Ostrogodos
  - Godos de Crimea
- Gépidos
- Rugios
- Vándalos

Tradicionalmente, los lombardos eran clasificados como germanos orientales, sin embargo, el idioma lombardo está ahora considerado por muchos especialistas más cercano al alto alemán antiguo,  especialmente con sus dialectos de alemán superior, por lo que encajaría mejor en una clasificación occidental.

## Lenguas
Las lenguas germánicas orientales eran diferentes a las septentrionales y las occidentales, a pesar de tener muchos rasgos comunes con las del norte, tal vez por contactos durante fechas migratorias tardías. Todas las lenguas germánicas orientales han desaparecido, aunque en la actualidad se está tratando de reconstruir una forma de lengua neogótica común a partir de varios estudios y publicaciones sobre la base de la existencia de dialectos góticos en Italia, España y Anatolia.